# 합천 정인홍 묘
합천 정인홍 묘(陜川 鄭仁弘 墓)는 대한민국 경상남도 합천군 가야면 야천리에 있는, 남명학파의 대표적 인물로서 남명 조식의 수제자로 알려진 내암(來庵) 정인홍(鄭仁弘)의 무덤이다. 2018년 9월 20일 경상남도의 기념물 제292호로 지정되었다.

## 지정 사유
내암(來庵) 정인홍(鄭仁弘)은 남명학파의 대표적 인물로서 남명 조식의 수제자로 알려져 있다. 북인의 영수로서 임진왜란 당시 당대에 남명 문도들과 자신의 문인들을 결집하여 의병을 일으키고 경상우도 지역을 보전함으로써, 결과적으로는 임진왜란을 승리로 끝나게 하는 데 결정적 역할을 하였으며 원칙과 신념을 위해 굽힘없이 살아간 조선조 선비의 전형적인 모습을 보여주는 역사적인 인물의 묘이므로 경상남도 기념물로 지정한다.

## 같이 보기
- 정인홍

## 참고 문헌
- 합천 정인홍 묘 - 국가유산청 국가유산포털